# آکاسیای گریان
آکاسیای گریان (نام علمی: Acacia pendula) یک گونه از سرده آکاسیا است.